# Імід літію
Імі́д лі́тію — неорганічна сполука складу Li2NH, може розглядатися як похідна аміаку. Безбарвні кристали, що реагують з водою.

## Фізичні властивості
Імід літію утворює безбарвні кристали.
При взаємодії із сонячним світлом Li2NH розкладається з утворенням цегляно-червоної суміші нітриду та аміду літію.
Імід літію не розчиняється у бензені, толуені та етері, але реагує з етиловим і аміловим спиртами, піридином, аніліном, хіноліном та розкладає хлороформ.
Імід літію кристалізується в кубічній сингонії з решіткою типу CaF2, параметри елементарної комірки а = 0,504 нм, d = 1,48 г/см³. Є згадка про наявність ще однієї фази з тетрагональною ґраткою (а = 0,987 нм, b = 0,970 нм, с = 0,983 нм, Z = 16; d = 1,20 г/см³).

## Отримання
Імід літію з добрим виходом одержують термічним розкладанням аміду літію:
{\displaystyle \mathrm {2LiNH_{2}{\xrightarrow {450^{o}C}}\ 2Li_{2}NH+NH_{3}} }
Також його можна одержати одразу взаємодією літію і аміаку:
{\displaystyle \mathrm {2Li+NH_{3}{\xrightarrow {400^{o}C}}\ Li_{2}NH+H_{2}} }

## Хімічні властивості
Імід літію при нагріванні перетворюється в нітрид літію:
{\displaystyle \mathrm {3Li_{2}NH{\xrightarrow {500^{o}C}}\ 2Li_{3}N+NH_{3}} }
Речовина є нестійкою, розкладається водою і кислотами:
{\displaystyle \mathrm {Li_{2}NH+2H_{2}O\longrightarrow 2LiOH+NH_{3}} }
{\displaystyle \mathrm {Li_{2}NH+3HCl\longrightarrow 2LiCl+NH_{4}Cl} }
Воднем імід можна відновити до аміду:
{\displaystyle \mathrm {Li_{2}NH+H_{2}\longrightarrow LiNH_{2}+LiH} }
Під дією сонячного світла Li2NH розкладається з утворенням цегляно-червоної суміші нітриду та аміду літію:
{\displaystyle \mathrm {Li_{2}NH{\xrightarrow {h\nu }}\ Li_{3}N+LiNH_{2}} }

## Застосування
Імід літію потенційно може використовуватися в органічному синтезі, але практичного розповсюдження не отримав.